# Europas Grand Prix 1996
Europas Grand Prix 1996 var det fjärde av 16 lopp ingående i formel 1-VM 1996. Loppet kördes i Tyskland.

## Resultat
1. Jacques Villeneuve, Williams-Renault, 10 poäng
2. Michael Schumacher, Ferrari, 6
3. David Coulthard, McLaren-Mercedes, 4
4. Damon Hill, Williams-Renault, 3
5. Rubens Barrichello, Jordan-Peugeot, 2
6. Martin Brundle, Jordan-Peugeot, 1
7. Johnny Herbert, Sauber-Ford
8. Mika Häkkinen, McLaren-Mercedes
9. Gerhard Berger, Benetton-Renault
10. Pedro Diniz, Ligier-Mugen Honda
11. Ricardo Rosset, Footwork-Hart
12. Pedro Lamy, Minardi-Ford
13. Giancarlo Fisichella, Minardi-Ford

### Förare som bröt loppet
- Heinz-Harald Frentzen, Sauber-Ford (varv 59, bromsar)
- Jos Verstappen, Footwork-Hart (38, motor)
- Olivier Panis, Ligier-Mugen Honda (6, kollision)
- Eddie Irvine, Ferrari (6, elsystem)
- Jean Alesi, Benetton-Renault (1, kollision)

### Förare som diskvalificerades
- Mika Salo, Tyrrell-Yamaha (varv 66)
- Ukyo Katayama, Tyrrell-Yamaha (65)

### Förare som ej kvalificerade sig
- Andrea Montermini, Forti-Ford
- Luca Badoer, Forti-Ford